# Grécia nos Jogos Olímpicos de Inverno de 1984
A Grécia competiu nos Jogos Olímpicos de Inverno de 1984, em Sarajevo, na antiga Iugoslávia.